# Nephodia infirma
Nephodia infirma är en fjärilsart som beskrevs av W. Warren 1905. Nephodia infirma ingår i släktet Nephodia och familjen mätare. Inga underarter finns listade i Catalogue of Life.